# آلیوم هوکری
آلیوم هوکری (نام علمی: Allium hookeri) نام یک گونه از سرده والک است.